# Козловский (Башкортостан)
Козловский (баш. Козловский, также употребляется название Козловка) — деревня в Ишимбайском районе Республики Башкортостан Российской Федерации. Входит в состав Урман-Бишкадакского сельсовета. 
С 2005 современный статус.

## История
Название происходит от фамилии Козлов 
Статус деревня, сельского населённого пункта, посёлок получил согласно Закону Республики Башкортостан от 20 июля 2005 года N 211-з «О внесении изменений в административно-территориальное устройство Республики Башкортостан в связи с образованием, объединением, упразднением и изменением статуса населенных пунктов, переносом административных центров», ст.1:

6. Изменить статус следующих населенных пунктов, установив тип поселения - деревня:
27) в Ишимбайском районе:…

а) поселка Козловский Салиховского сельсовета
После упразднения 18 ноября 2008 года Салиховского сельсовета деревня вошла в состав Урман-Бишкадакского сельсовета (Закон Республики Башкортостан «Об изменениях в административно-территориальном устройстве Республики Башкортостан в связи с объединением отдельных сельсоветов и передачей населенных пунктов» (Принят Государственным Собранием — Курултаем Республики Башкортостан 18 ноября 2008 года)).

## География

### Географическое положение
Находится на боковом ответвлении от дороги Ишимбай — Петровское, в лесистой местности.
Расстояние до:
- районного центра (Ишимбай): 13 км,
- центра сельсовета (Салихово): 6 км,
- ближайшей ж/д станции (Салават): 31 км.

## Население
| 2002 | 2009 | 2010 |
| ---- | ---- | ---- |
| 7    | ↘6   | ↘4   |

Национальный состав
Согласно переписи 2002 года, преобладающая национальность — русские (72 %)